# Барвинский, Мартын Григорьевич
Мартын Григорьевич Барвинский (укр. Мартин Григорович Барвінський ; 22 апреля 1784, Осташевцы, Королевство Галиции и Лодомерии, Австрийская империя (ныне Тернопольская область, Украина) — 3 апреля 1865, Львов) — западноукраинский церковный и общественно-политический деятель, педагог, доктор богословия (1810), ректор Львовского университета (1837—1838).

## Биография
Сын священника УГКЦ. В 1804 году окончил философский факультет Львовского, а в 1810 году — богословский факультет Венского университетов. В марте 1807 года был рукоположён в Вене епископом Антонием Ангеловичем.
В 1810—1814 годах — префект Львовской духовной семинарии, в 1811—1813 годах читал курс библейских наук и древнегреческого языка во Львовском лицее.
Декан богословского факультета Львовского университета (1823—1824), ректор университета (1837—1838).
Многолетний член украинского греко-католического митрополичьего капитула: в 1824—1830 годах — схоластик, в 1824—1840 годах — генеральный викарий и официал, в 1830—1836 годах — декан (архидиакон), в 1836—1865 годах — архипресвитер и препозит, с 1864 г. — папский прелат.
В 1835—1860 годах — посол (депутат) Галицкого сословного сейма (протопарламента Королевства Галиции и Лодомерии) как представитель лиц духовного сословия.
Автор ряда богословских трудов.
Кавалер ордена Железной Короны III степени.
Похоронен на Лычаковском кладбище во Львове.